# San Martino in Olza
San Martino in Olza is een plaats (frazione) in de Italiaanse gemeente Cortemaggiore.